# Sherlock Holmes: The Musical
Sherlock Holmes - The Musical és un musical basat en els personatges creats per Sir Arthur Conan Doyle, amb llibret, música i lletres de Leslie Bricusse. La història té lloc el 1901, i es tracta d'una confrontació entre Holmes, el seu vell arxi-enemic, el Professor Moriarty; i Bella, la brillant filla de Moriarty, que es demostra com un enemic més determinat (i bella) que el seu pare.
Sherlock Holmes: The Musical és el segon musical basat en el personatge de Sherlock Holmes, després de Baker Street el 1965. també és una de les 50 produccions teatrals basades en el personatges de Holmes.

## Història
El musical s'estrenà el 22 d'octubre de 1988 al Northcott Theatre, a Exeter, representant-se de manera limitada durant 5 setmanes. A continuació s'interpretà al Cambridge Theatre, a Covent Garden entre el 24 d'abril i el 8 de juliol de 1989.
El 16 de març de 1993 s'estrenà al Old Vic de Bristol una gira de reestrena, amb Robert Powell al personatge titular, Roy Barraclough com a Watson i Louise English com a Bella Spellgrove.

### Revival a l'Old Vic

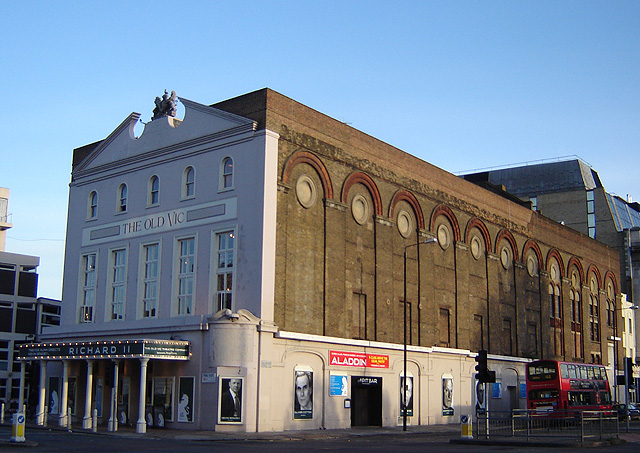
The Old Vic Theatre of England

Començant el 16 de març de 1993 es representà a The Old Vic Theatre de Bristol un revival de " Sherlock Holmes: The Musical". El musical presentava 3 cançons noves. A part d'aquests canvis menors, era bastant semblant a la producció original.
A l'abril de 2013 s'estrenà una nova producció del musical, ara sota el títol de "The revenge of Sherlock Holmes", al Hoxton Hall de Londres, per una temporada limitada, amb Tim Walton com a Holmes i John Cusworth com a Dr. Watson, Amanda Goldthorpe-Hall com la Sra. Moriarty, Leonie Heath com Bella Spellgrove, Andrea Miller com la Sra. Hudson i Stephen Leask com l'Inspector Lestrade.

## Argument
L'obra comença després de la mort del Professor Moriarty i del retorn miraculós a la vida de Sherlock Holmes. Mentre que el Dr. Watson i Mrs. Hudson descriuen les moltes excentricitats del seu amic ("Sherlock Holmes"), trobem que Holmes és, davant la sorpresa de Watson, enyora Moriarty ("Without Him There Can Be No Me"). Ben aviat asseguren a Holmes que hi ha un munt de treball per a ell a Londres ("Anything You Want To Know") ("London is London"), i està temporalment tranquil.
Però una trobada casual amb Bella Spellgrove, la filla del Professor Moriarty, fa que el Dr. Watson, encara que casat, es rendeixi a la seva bellesa ("Her Face"). Encara que Holmes és immune i no s'enamora de seguida, entra en una batalla d'enginy quan Bella l'acusa d'amagar-se darrere de Watson per tal de sentir-se millor ("Men Like You"), la qual cosa ella afirma que és una gran molèstia per a les dones amb una intel·ligència com la seva. Llavors veiem com Mrs. Hudson es lamenta de les dificultats de la seva vida, que com ha vídua s'ha vist obligada a llogar habitacions a llogaters per arribar a finals de mes ("A Lousy Life").
El segon acte comença amb una recerca desesperada de Bella, car Holmes té por que perdent-la perdrà el darrer lligam que té amb Moriarty, una connexió que encara troba a faltar enormement ("I Shall Find Her"). Però, sense que Holmes ho sàpiga, Belle i la seva mare, Mrs. Moriarty (que era una cantant d'òpera abans de casar-se) estan planejant matar i portar la desgràcia sobre Holmes com a revenja per la mort del Professor Moriarty ("Vendetta"). Bella aconsegueix fer que Holmes sigui sospitós quan el troben tancat a un àtic amb una espasa i un cadàver al seu davant. Tot i que Holmes protesta que la causa de la mort de la víctima va ser la diftèria, no les múltiples ferides, es troba sent un objectiu per l'Inspector Lestrade ("Sherlock Holmes (Reprise)"). Furiós amb si mateix per haver caigut a la trampa, Holmes culpa les dones de tot plegat. Malgrat tot, no pot deixar de pensar en Bella ("No Reason"). Mentre que Watson recorda els seus vells temps a l'exèrcit ("Halcyon Days"), Bella s'adona que pot necessitar a Sherlock Holmes molt més del que vol admetre ("Without Him There Can Be No Me (Reprise)"). Holmes, mentrestant, s'ha disfressat i amagat entre els pobres de Londres ("Apples 'n' Pears"). La gent de Londres, però, no para atenció al "problema" de Sherlock Holmes quan es comencen a escoltar rumors que Moriarty ha tornat ("We Shall Find Her"). Revitalitzat per les notícies i per la possibilitat d'un nou combat amb ell, Holmes es prepara per fer front a Moriarty ("My Incomparable Best").
Bella imagina que veu el seu pare, i li diu que no se li aparegui llevat que s'hagi de quedar ("A Million Years Ago, Or Was It Yesterday?"). Ella i Holmes es troben i ambdós admeten la seva atracció mútua i que, com a parella, mai no s'avorririen, sinó que traurien el millor de l'altre ("The Best of You, The Best of Me"). Holmes és capaç de provar que ell no va ser l'assassí, i finalment és capaç d'omplir el buit que el Professor Moriarty va deixar a la seva vida ("Finale- Sherlock Holmes").

## Cançons
| Act I - Sherlock Holmes "Watson, Mrs. Hudson, Higgins, Irregulars & Companyia" - Without Him, There Can Be No Me "Holmes, Watson" - Anything You Want to Know "Irregulars" - Look Around You (Revival Cast Only - Robert Powell) "Holmes, Watson, Lestrade" - London Is London "Wiggins, Mossop, Bella & Company" - Her Face "Watson" - Men Like You "Holmes, Bella" - A Lousy Life "Mrs. Hudson" - I Shall Find Her "Holmes, Bella, Watson, Wiggins, Irregulars & Companyia" | Act II - Vendetta "Bella, Mrs. Moriarty" - Sherlock Holmes (Reprise) "Watson, Mrs Hudson, Wiggins, Irregulars & Companyia" - No Reason "Holmes" - Halcyon Days "Watson, Boffy" - Without Him, There Can Be No Me (Reprise) "Bella" - The Lord Abides In London (Revival Cast) "Bella, Salvation Army, Irregulars" - Down the Apples 'n' Pears "Costermonger, Bella & Companyia" - We Shall Find Her "Men" - My Incomparable Best (Revival Cast) - A Million Years Ago - Or Was It Yesterday? "Bella, Moriarty" - The Best Of You, The Best Of Me "Holmes, Bella" - Finale - Sherlock Holmes "Companyia" |